# 商品学
商品学（しょうひんがく、英：commoditics、独：Warenkunde）とは、商品について、商業的な観点と科学的な観点から研究する学問である。大学では、商学部あるいは商経学部でこれを学ぶことが出来る。

## 概要
商品の生産、流通、消費の三段階にわたって、社会科学的商学的立場と自然科学的技術的立場との2方面から商品を研究していく学問である。
かつては技術的、鑑定論的研究、品位・品質研究などに対する視点、化学的視点、マルクス経済学による分析に偏っていたが、最近では収益性や消費者ニーズなど、マーケティングによる商品分類や国際間比較などが加わり、そしてソーシャル・マーケティングや環境マーケティングなどとも密接に関係している。
日本では、1886年（明治19年）に東京商業高校（現在の一橋大学大学院）で講義が開始された。

## 学問領域
- 商学部
- 商経学部

## 商品学の講義を行っている大学
- 千葉商科大学商経学部（石井頼三元学長、鮎川二郎教授）
- 中央大学商学部
- 明治大学商学部（高橋昭夫教授）
- 日本大学商学部（中野紘一教授）
- 専修大学商学部（商品学、現代商品論）（見目洋子教授、神原理教授）
- 同志社大学商学部（大原悟務准教授）
- 香川大学経済学部（商品システム論）（古川尚幸教授）
- 札幌学院大学商学部
- 東北学院大学商学部
- 愛知学院大学商学部
- 神戸学院大学商学部
- 関東学院大学経済学部（石崎悦史教授）
- 横浜商科大学商学部
- 山口大学経済学部

## 学会
- 日本商品学会
- 国際商品学会